# Еврейско-каталанский диалект
Еврейско-каталанский диалект (ивр. קטלאנית יהודית‎; кат. judeocatalà), также каталаник или каталанит (ивр. קאטאלנית‎; кат. catalànic / qatalanit) — диалект каталонского языка, которым говорили евреи Арагонского королевства (Каталония, Валенсия и Балеарские острова) до изгнания их в 1492 году по Альгамбрскому эдикту. Типология, а порой и существование диалекта вызывает споры. Большая каталонская энциклопедия писала, что после 1492 года следы языка утеряны, а ряд более ранних текстов могут быть объяснены иначе.
Некоторые ученые, такие как филолог Джоан Феррер, отрицают существование этого диалекта и утверждают, что на самом деле евреи Арагонского королевства говорили на каталонском языке.